# Leonard Mociulschi

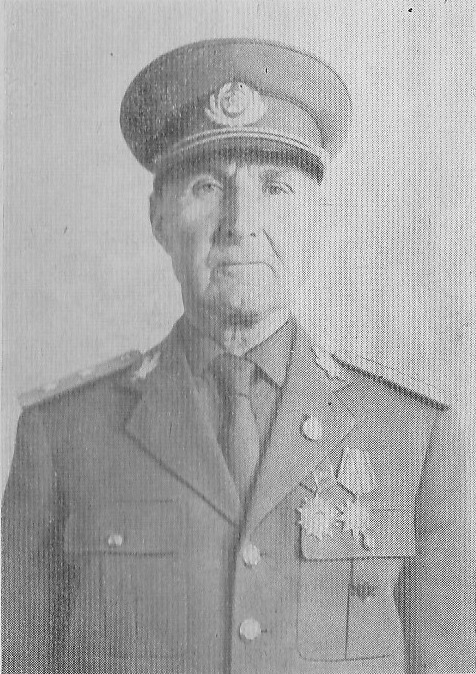
Leonard Mociulschi

Leonard Mociulschi (Leonard Moczulski) (* 27. März 1889 in Siminicea; † 15. April 1979 in Brașov, Rumänien) war ein rumänischer Generalleutnant, der sich im Zweiten Weltkrieg an der südlichen Ostfront als Kommandeur der rumänischen 3. Gebirgs-Division auszeichnete.

## Leben

### Frühe Militärkarriere
Leonard Mociulschi wurde 1889 im Dorf Simincea im Bezirk Botosani geboren. Er war polnischer Abkunft. Im Jahr 1910 trat er als Kadett in die Bukarester Infanterieschule ein. Er studierte dort zwei Jahre und erlebte 1913 als Leutnant im Zweiten Balkankrieg seinen ersten Kampfeinsatz. Zu Beginn des Ersten Weltkrieges 1914 wurde er der 10. Kompanie des 29. Infanterie-Regiment zugeteilt, stieg im Herbst zum Oberleutnant, 1917 zum Hauptmann und 1920 zum Major auf.
Im Jahr 1932 wurde er dem Gebirgs-Bataillon von Sighetu Marmației zugeordnet und erhielt den Rang eines Oberstleutnants. Er verblieb in dieser Position bis zum Jahr 1937, als er den Rang eines Obersten erreichte. Am 10. Februar 1941 wurde er zum stellvertretenden Kommandeur der 1. Gebirgsbrigade, die damals unter der Führung des Brigadegenerals Mihail Lascăr stand. Nach dem Beginn der Operation Barbarossa (Juli 1941) erfolgte der Vormarsch der rumänischen 3. Armee über den Pruth und in der nördlichen Bukowina. Bei der 4. Gebirgs-Brigade eingesetzt, nahm er an der Besetzung von Czernowitz teil. Im August 1941 wurde der Dnjestr überschritten, der vor 1940 die Grenze zur Sowjetunion bildete. Am östlichen Ufer des Flusses wurde die befestigte Stalin-Linie am 17. und 18. Juli nach schweren Nahkämpfen durchbrochen. Oberst Mociulschi wurde für seine Leistungen mit dem Mihai Viteazul III. Klasse ausgezeichnet. Die 1. Gebirgs-Brigade rückte weiter durch die Nogaische Steppe vor und nahm Ende September an der Schlacht am Asowschen Meer teil, wo große Teile der 9. und 18. sowjetischen Armee eingekreist wurden. Die 1. Gebirgs-Brigade wurde ausgewählt, um den Angriff der deutschen 11. Armee unter General von Manstein auf der Halbinsel Krim zu unterstützen. Oberst Mociulschi befehligte beim Durchbruch an der Landenge von Perekop eine der drei Brigaden der 1. Gebirgs-Division und brachte 1360 Gefangene ein, darunter ein ganzes sowjetischen Kavallerie-Regiment. Der nächste Einsatzort der rumänischen Gebirgstruppe war Sewastopol, die Festung wurde im Winter 1941 von der Wehrmacht enger umschlossen. Oberst Mociulschi war Kommandeur einer nach ihm benannten Brigade von vier Bataillonen,  wovon zwei zum Küstenschutz abgegeben werden musste. Am 23. Dezember 1941 gelang der rumänischen 1. Gebirgs-Brigade den Chorgun Karlowka einzunehmen. Seine Leistungen brachten ihm die Beförderung zum Brigadegeneral ein. Im April 1942 wurde Mociulschi der rumänischen 4. Gebirgs-Division (unter General Gheorghe Manoliu) als stellvertretender Kommandeur zugeteilt. Im Juni und Juli 1942 nahmen seine Verbände am zweiten Angriff auf Sewastopol teil und spielte eine wichtige Rolle beim Angriff des deutschen LIV. Armeekorps. Nach dem Fall von Sewastopol wurde er mit dem Deutschen Kreuz in Gold ausgezeichnet.

### Führer der 3. Gebirgs-Division
Nach dem Scheitern der 3. Gebirgs-Division beim Vorgehen im Kaukasus, wurde deren Kommandeur, Radu Falfanescu im Oktober 1942 durch Brigadegeneral Mociulschi ersetzt. Die bereits laufende sowjetische Gegenoffensive traf die rumänische Division in defensiven Positionen. Unter dem Befehl der deutschen 9. Infanterie-Division stehend, hatte Mociulschi neben den Befehl über die 3. Gebirgs-Division auch kurzfristig das deutsche Infanterie-Regiment 57 unterstellt bekommen. Im Januar 1943 wurden seine Truppen erneut mit sowjetischen Angriffen konfrontiert, die sich vom 12. bis 14. Januar und vom 26. Januar bis 18. Februar zum Großkampf steigerten. Die 3. Gebirgs-Division wurde in den Kuban-Brückenkopf zurückgenommen, wo sie neben der deutschen 97. und 101. Jäger-Division eingesetzt wurde. Mociulschis Bataillone wurden jetzt auseinandergerissen und auf verschiedenen deutsche Einheiten zugeordnet. Während des dritten sowjetischen Angriff auf den Kuban-Brückenkopf (Mai 1943) bewährten sich die rumänischen Gebirgstruppen abermalig. Im September 1943 wurde die Taman-Halbinsel evakuiert, während der Nacht vom 31. Oktober/1. November begannen die Sowjets in der Kertsch-Eltigener Operation. Gegen die Brückenköpfe wurde zuerst die rumänische 6. Kavallerie-Division eingesetzt, welche durch zwei Bataillone der 3. Gebirgs-Division verstärkt wurde. Etwa 800 sowjetische Soldaten der 318. Schützen-Division, gelang es, aus dem Brückenkopf von Eltigen auszubrechen und in der Nacht vom 6./7. Dezember den Mithridates Hügel südlich von Kertsch zu besetzen. Brigadegeneral Mociulschi erhielt die Aufgabe, diesen Stützpunkt am 11. Dezember 1943 anzugreifen. Für seine Leistungen war er am 19. Dezember 1943 als Kommandeur der 3. Gebirgs-Division mit dem Ritterkreuz des Eisernen Kreuzes ausgezeichnet worden. Zudem erhielt er für seine letzten Erfolgen erhielt  den Orden Mihai Viteazul II. Klasse und wurde zum Generalmajor befördert. Zwischen 29. Dezember 1943 und 4. Januar 1944, kommandierte er zusammen mit der Gruppe des Generalmajor Dumitrache eine Kampfgruppe die mehr als 3.700 Partisanen im Jaila-Gebirge gefangen setzte.
Nach dem Einbruch der sowjetischen 51. Armee auf der Krim (April 1944), zog sich die 3. Gebirgs-Division mit den deutschen Truppen nach Sewastopol zurück, wo sie auf dem rechten Flügel der 17. Armee im Abschnitt des deutschen V. Armeekorps bei der Verteidigung der Festung eingesetzt wurde. In der Nacht vom 9. auf 10. Mai wurden die Reste der 3. Gebirgs-Division (Reste des 5., 12. und 21. Bataillon) in der Cherson Stellung eingeschlossen. Die Reste seiner evakuierte Division wurden der rumänischen 1. Armee zugeteilt und an der Grenze zu Ungarn im Südwesten von Siebenbürgen eingesetzt. Am 23. August 1944 als Marschall Antonescu gestürzt wurde, kündigte König Mihai I. das Bündnis mit dem Deutschen Reich. Durch den Frontwechsel sah sich Mociulschi im Kampf gegen die 9. und 12. ungarischen Infanterie-Division, ab 12. September begannen Kämpfe im Tal des Crisul Negru. Die 3. Gebirgs-Division wurde westlich von Oradea angegriffen, konnte eine Umzingelung entgehen und rückte mit Hilfe der Roten Armee auf Debrecen vor. Anfang November erreichten seine Verbände Miskolc und wurden in dieser Zeit neu aufgerüstet und voll bemannt.
Im Februar 1945 erfolgte das Vorrücken im Javorina Gebirge, damals erhielt er den Mihai Viteazul Orden mit Schwertern III. Klasse.

### Nachkriegszeit
Als am 8. April 1945 die rumänische 3. Gebirgs-Division den Fluss Hron erreicht hatte, wurde Mociulschi abgelöst und zum Kommandeur des rumänischen Gebirgs-Korps ernannt.
Nach dem Krieg wurde er 1947 aus dem Heer verabschiedet und am 12. August 1948 verhaftet und ohne Prozess im Jilava Gefängnis inhaftiert. Er wurde erst am 10. Oktober 1955 aus dem Zuchthaus entlassen und war gezwungen, auf der Straße zu leben. Im schlechten Gesundheitszustand und ohne Pensionsanspruch musste er sich eine Arbeit suchen. Er bekam einen Job als Eisenbahner und erhielt ab August 1956 eine kleine Rente. Seine Rente wurde ab 1959 erhöht, im August 1960 zog er in das Dorf Purcareni und ab Dezember 1964 nach Brasow zurück, wo er bis zu seinem Tod wohnte. Sein Leichnam wurde nach seinem Willen verbrannt, seine Asche durch Truppen des 21. Gebirgs-Bataillons über die höchsten Gipfel der Karpaten verstreut: Moldoveanu (2544 m), Omu (2507 m) und Postavarul (1799 m).